# Колонсей (аэропорт)
Аэропорт Колонсей (англ. Colonsay Airport, гэльск. Port-adhair Colbhasa) — аэропорт на шотландском острове Колонсей в области Аргайл и Бьют. Каждый вторник и четверг компанией Hebridean Air Services из аэропорта совершаются рейсы в аэропорт Обан.